# Eucereon cimonis
Eucereon cimonis là một loài bướm đêm thuộc phân họ Arctiinae, họ Erebidae.